# Grote Paal

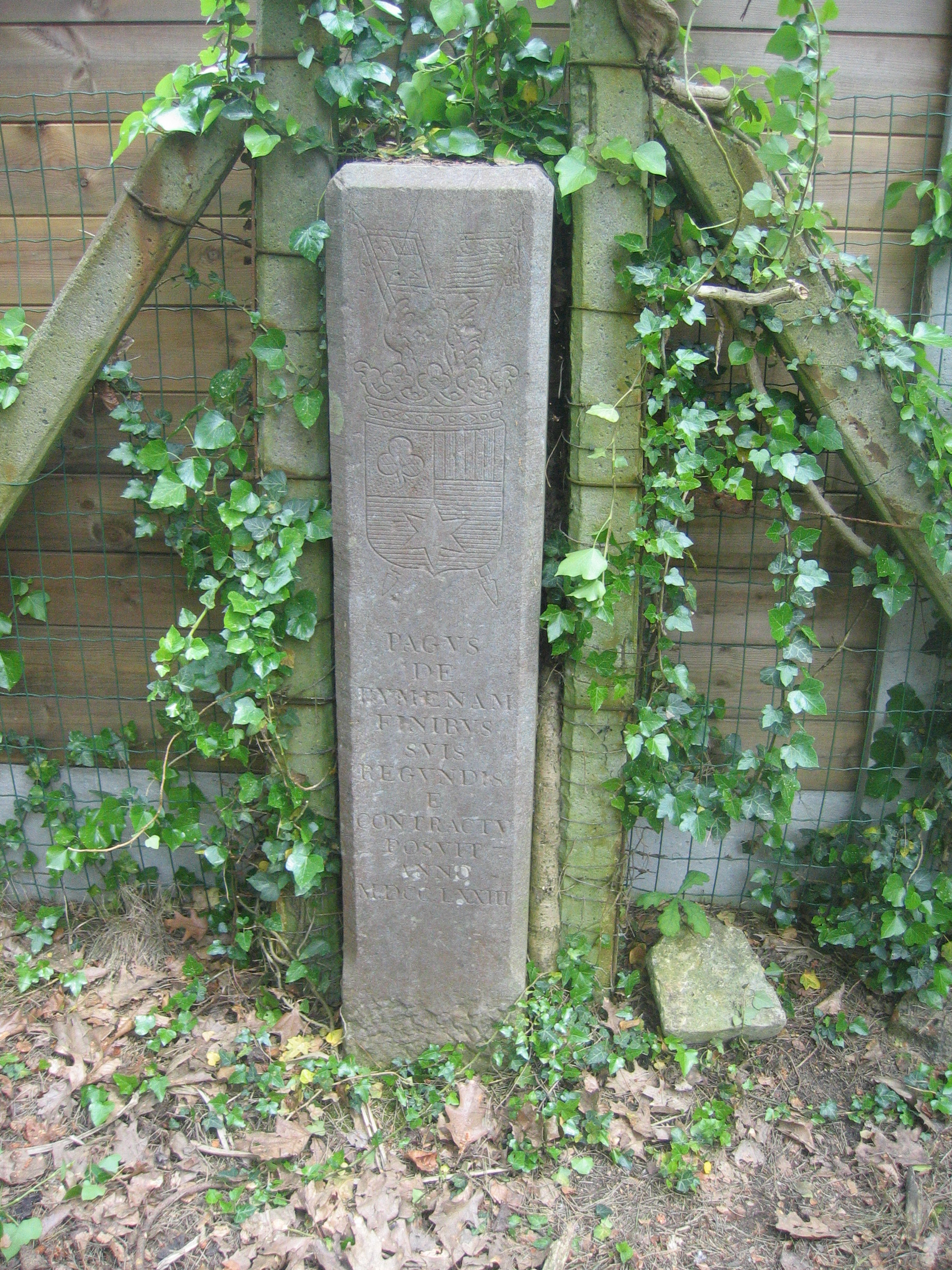
De Grote Paal

De Grote Paal is een grenspaal, geplaatst in 1773 om de grens aan te duiden tussen de dorpen Rijmenam en Keerbergen.
Deze paal werd destijds opgericht op kosten van de gemeente Rijmenam om definitief een einde te maken aan de grensgeschillen. Op de open heidevlakte (later bedekt met dennenbossen) die toen het grensgebied van beide dorpen vormde, was de grens namelijk niet altijd duidelijk. Om grensincidenten bij het houtsprokkelen te voorkomen, besloot men grenspalen te plaatsen: twee kleine en één grote. De grote kan men vinden op de kruising van de Grote Paallaan en de Oude Keerbergsebaan. Aan het gemeentebord van Keerbergen aldaar werd in de jaren 50 van de 20e eeuw een zandstenen paal geplaatst, die als aandachttrekker moet dienen voor de echte Grote Paal, die zich ongeveer 10 meter van de weg bevindt, aan het einde van een zandweggetje tussen twee tuinen.
De paal is 1,50 meter hoog en bevat het oude wapen van de heer van Rijmenam, met daaronder de Latijnse tekst Pagus de Rymenam finibus suis regundis e contractu posuit anno MDCCLXXIII (= De gemeente Rijmenam heeft deze paal opgericht omdat haar grenzen door overeenkomst moesten worden opgesteld, jaar 1773).
De kleinere palen kunnen gevonden worden in de Brughoevestraat (een scheefstaand stuk arduin van ongeveer 40 centimeter hoog naast het gemeentebord) en op de hoek van de Grote Paallaan met de Rijmenamseweg (een lage, balkvormige arduinen zuil naast het verkeersbord). Grenspalen als deze zijn quasi uniek in België. Daarom werd de paal ook erkend als monument. Buiten deze zijn enkel de Borne de Ways tussen Baisy en Sart-Dames-Avelines (Waals-Brabant) en de Borne d'Ensival tussen Ensival en Theux (Luik) bekend.

## Sage
De uithoek van Rijmenam waar de paal staat, is zeer rijk aan sagen. Ook de Grote Paal had zijn eigen sage. Aangezien geen enkele Rijmenamse burger Latijn kende, wist niemand wat de tekst op de Paal betekende. Volgens de sage beweerde een oude, zonderlinge vrouw dat zij alleen wist wat de tekst wilde zeggen: niets minder dan dat er zich onder de paal een fabelachtige schat zou bevinden. Twee broers zouden ooit, na uren graven, de schat hebben opgedolven, waarop ze begonnen te juichen van euforie. Daarna zou de schat echter plotseling als bij toverslag weer in de grond verdwenen zijn.